# Samuel Mpacko
Samuel Ernesto Mpacko (* 18. Januar 1998 in Hamburg) ist ein deutscher Basketballspieler.

## Spielerlaufbahn
Mpacko, der aus der Jugend des CVJM Hannover und des TK Hannover stammt, spielte in der Nachwuchs-Basketball-Bundesliga (NBBL) für den TSV Neustadt und die Hannover Korbjäger in der ersten Regionalliga, ehe er 2016 zum Bundesligisten Basketball Löwen Braunschweig wechselte. Um weitere Spielpraxis sammeln zu können, erhielt er eine zusätzliche Lizenz für Einsätze bei Braunschweigs Kooperationsmannschaft Herzöge Wolfenbüttel (2. Bundesliga ProB). Am 2. Dezember 2016 gab Mpacko seinen Bundesliga-Einstand im Braunschweiger Trikot. Im Herbst 2019 wechselte er zum Regionalligisten MTB Baskets Hannover. Dort spielte er bis Herbst 2020, als der Abbruch der Saison 2020/21 wegen der COVID-19-Pandemie erfolgte.
Im Januar 2021 schloss er sich dem Team Bielefeld, der ersten professionellen deutschen Mannschaft in der olympischen Disziplin 3×3-Basketball, an. Im Laufe des Jahres lief er in dieser Spielart für die deutsche Herren- und die U23-Nationalmannschaft auf und beendete das Jahr auf dem 73. Platz der FIBA-3x3-Einzelweltrangliste, womit er als bester deutscher Spieler abschnitt.
Im November 2021 wurde er vom Drittligisten SG ART Giants Düsseldorf verpflichtet. Mit Düsseldorf stand er im Mai 2022 in den beiden ProB-Endspielen und wurde Vizemeister. Dadurch gelang der Aufstieg in die zweithöchste Spielklasse Deutschlands, 2. Bundesliga ProA. Mpacko wechselte anschließend zu den Iserlohn Kangaroos und blieb somit in der 2. Bundesliga ProB. Er war in Iserlohn Leistungsträger, was sich unter anderem in seinen Punktemittelwerten ausdrückte, die in seinen beiden Spieljahren im zweistelligen Bereich lagen.
Im Sommer 2024 wechselte er zum Drittligaaufsteiger ETB SW Essen und erreichte mit der Mannschaft im Mai 2025 das Playoff-Halbfinale. Hernach verließ Mpacko den Verein und kehrte zum Ligakonkurrenten TSV Neustadt zurück.

## Erfolge und Auszeichnungen
- All-Star-Game der U19-Bundesliga NBBL[18]

- Aufstieg in die 2. Bundesliga ProA